# Мышинец
Мышинец (пол. Myszyniec, укр. Миши́нець, ивр. מישנייץ‎) — город в Польше, входит в Мазовецкое воеводство, Остроленкский повят. Имеет статус городско-сельской гмины. Занимает площадь 10,74 км². Население 3032 человек (на 2004 год).